# Ibort
Ibort (aragonesisch Ibor) ist ein spanischer Ort in der Provinz Huesca der Autonomen Gemeinschaft Aragonien. Ibort, im Pyrenäenvorland liegend, gehört zur Gemeinde Sabiñánigo. Der Ort hatte 77 Einwohner im Jahr 2015.

## Geographie
Der Ort liegt etwa sieben Kilometer (Luftlinie) südlich von Sabiñánigo und ist über die N330 zu erreichen. 

## Sehenswürdigkeiten

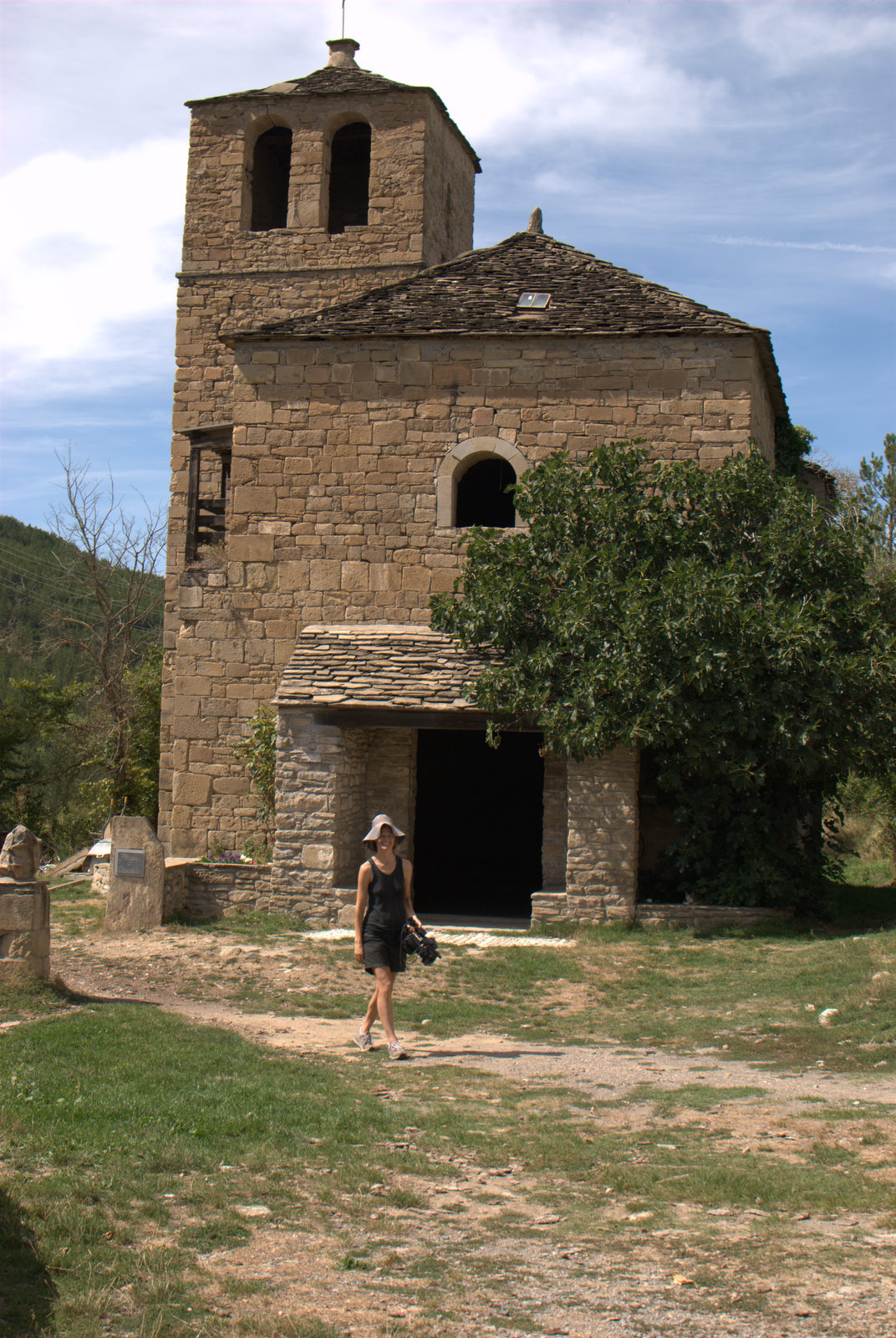
Kirche

- Pfarrkirche aus dem 17./18. Jahrhundert